# Thomas Couture
Thomas Couture (Senlis, 21 de diciembre de 1815 - Villiers-le-Bel, 30 de marzo de 1879) fue un pintor y profesor de pintura francés de estilo académico.
En la actualidad es recordado sobre todo como autor de la obra de grandes dimensiones Los romanos de la decadencia, conservada en el Museo de Orsay. También se le recuerda en relación con el pintor impresionista Édouard Manet, que estudió en su academia durante seis años y medio, a pesar de que la relación artística entre ambos no fue buena, debido a las profundas diferencias entre sus respectivas concepciones del arte.

## Obras seleccionadas

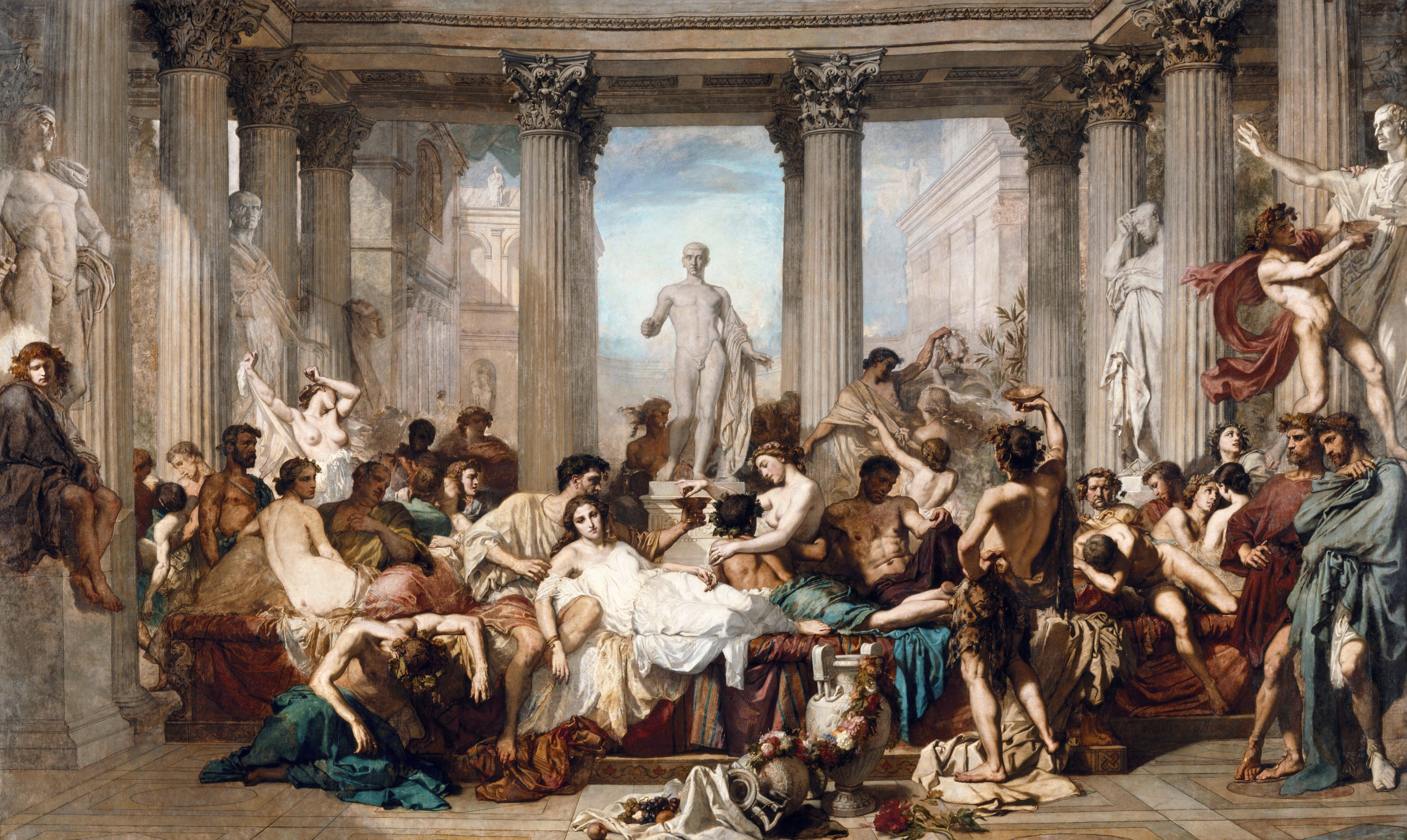
Los romanos de la decadencia
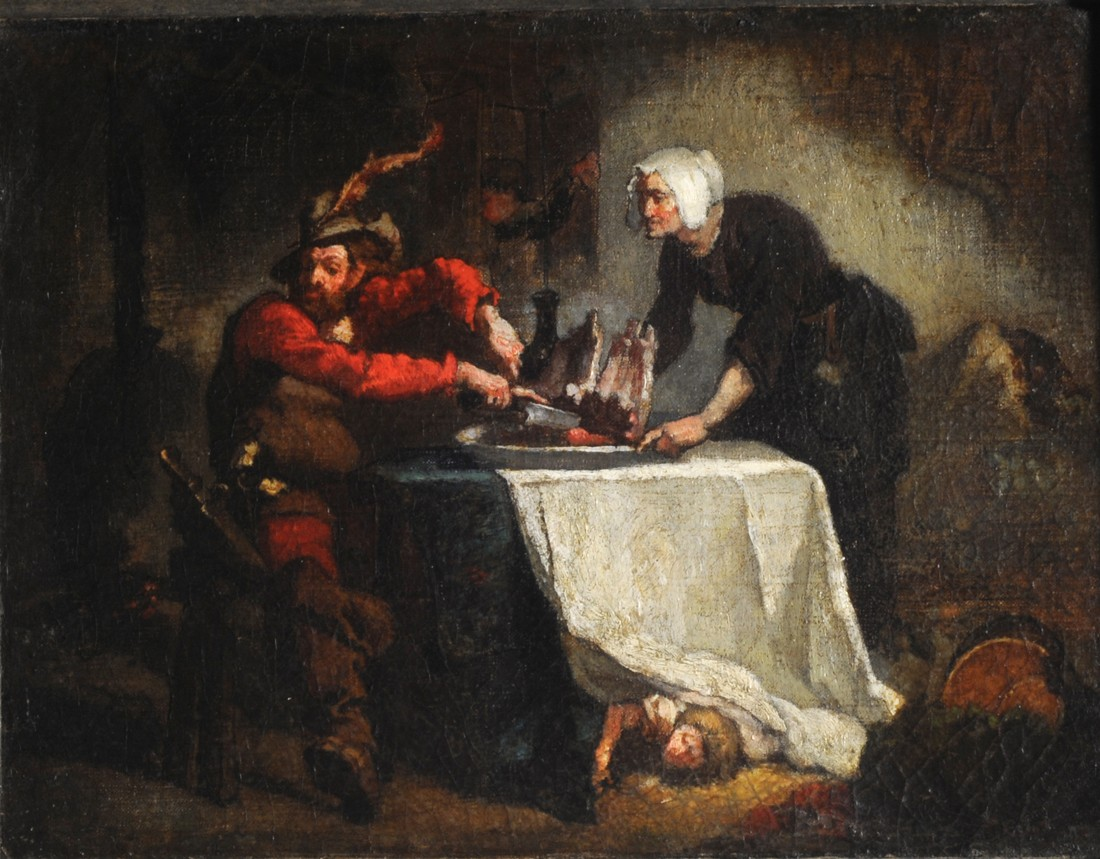
Le repas de l'Ogre